# Agrotis nun
Agrotis nun là một loài bướm đêm trong họ Noctuidae.